# San Andres (Romblon)
San Andres é um município de  quinta classe de renda municipal (d) na província Romblon, nas Filipinas. De acordo com o censo de 1 de maio  de  2020 possui uma população de 15 940 pessoas e 4 094 domicílios.